# Ephedraphis gobica
Ephedraphis gobica är en insektsart. Ephedraphis gobica ingår i släktet Ephedraphis och familjen långrörsbladlöss. Inga underarter finns listade i Catalogue of Life.